# Nangy
Nangy ist eine französische Gemeinde im Département Haute-Savoie in der Region Auvergne-Rhône-Alpes.

## Geographie

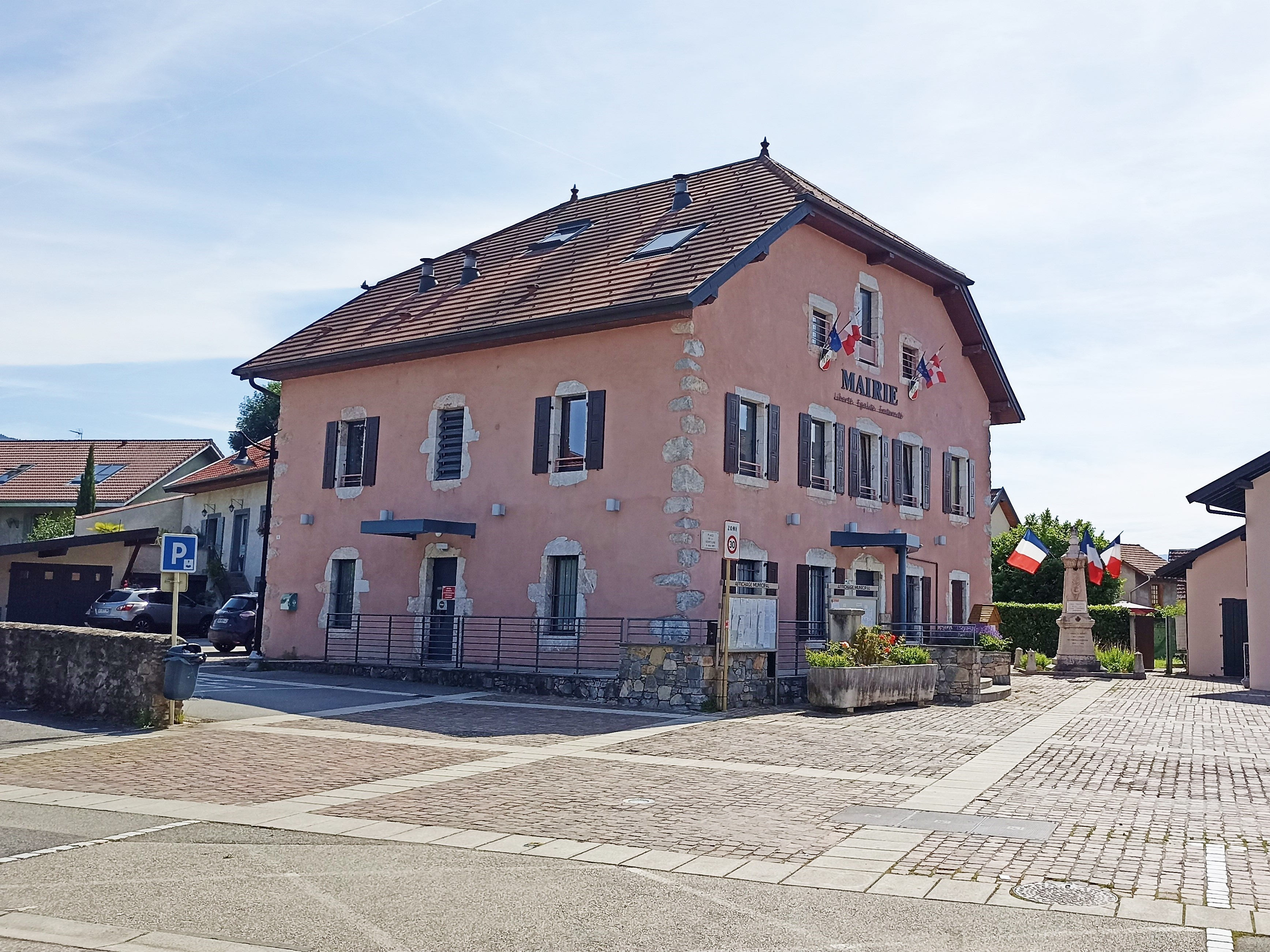
Mairie (Bürgermeisteramt)

Nangy liegt auf 476 m, etwa 14 Kilometer ostsüdöstlich der Stadt Genf (Luftlinie). Das Dorf erstreckt sich im Arvetal, auf einem leicht nach Süden zur Arve hin geneigten Plateau.
Die Fläche des 4,35 km² großen Gemeindegebiets umfasst einen Abschnitt des unteren Arvetals. Die südliche Grenze bildet die Arve, die hier in einem Tal rund 30 m in die umgebenden Plateaus eingeschnitten ist. Von der Arve erstreckt sich der Gemeindeboden nordwärts über die Schotterebene von Nangy. Auf der Höhe bei La Coulaz wird mit 530 m die höchste Erhebung von Nangy erreicht.
Zu Nangy gehören verschiedene Weilersiedlungen, darunter Boringes (462 m) auf einer Anhöhe über der Arve. Nachbargemeinden von Nangy sind Bonne im Norden, Fillinges und Contamine-sur-Arve im Osten, Scientrier und Reignier-Ésery im Süden sowie Arthaz-Pont-Notre-Dame im Westen.

## Geschichte
Das Gemeindegebiet von Nangy war bereits zur Römerzeit besiedelt, worauf verschiedene Funde hinweisen. Im 13. Jahrhundert war Nangy Mittelpunkt einer kleinen Herrschaft.

## Sehenswürdigkeiten
Die Dorfkirche stammt aus dem 17. Jahrhundert. Südöstlich des Dorfes befindet sich der Herrensitz Château de Pierre. In Nangy gibt es ein Weinmuseum.

## Bevölkerung
| Jahr                       | 1962 | 1968 | 1975 | 1982 | 1990 | 1999 | 2006 |
| Einwohner                  | 378  | 426  | 539  | 674  | 774  | 780  | 1111 |
| Quellen: Cassini und INSEE |      |      |      |      |      |      |      |

Mit 1708 Einwohnern (1. Januar 2022) gehört Nangy zu den kleineren Gemeinden des Département Haute-Savoie. Seit Beginn der 1960er Jahre wurde ein kontinuierliches starkes Bevölkerungswachstum verzeichnet. Außerhalb des alten Dorfkerns entstanden zahlreiche Einfamilienhausquartiere.

## Wirtschaft und Infrastruktur
Nangy war bis weit ins 20. Jahrhundert hinein ein vorwiegend durch die Landwirtschaft geprägtes Dorf. Heute gibt es verschiedene Betriebe des lokalen Klein- und Mittelgewerbes sowie Bau- und Handelsfirmen. In der Nähe des Autobahnanschlusses hat sich eine Gewerbezone entwickelt. Zahlreiche Erwerbstätige sind Wegpendler, die in den größeren Ortschaften der Umgebung, vor allem im Raum Genf-Annemasse, ihrer Arbeit nachgehen.
Die Ortschaft liegt an der Hauptstraße N205, die von Annemasse nach Bonneville führt. Der nächste Anschluss an die Autobahn A40 befindet sich in einer Entfernung von rund 2 km.